# Thunbergia microchlamys
Thunbergia microchlamys är en akantusväxtart som beskrevs av Spencer Le Marchant Moore. Thunbergia microchlamys ingår i släktet thunbergior, och familjen akantusväxter. Inga underarter finns listade i Catalogue of Life.